# Matthieu Poux
Pour les articles homonymes, voir Poux.
Matthieu Poux né à Genève en 1970, est un archéologue, romancier, professeur d'archéologie à l'université Lyon II, ancien directeur et membre du laboratoire ArAr-UMR 5138 à la Maison de l'Orient et de la Méditerranée.

## Biographie
Spécialiste des processus de romanisation en Gaule pré-romaine et romaine (commerce et consommation du vin, pratiques religieuses, urbanisation, conquête militaire, occupation du territoire, pratiques institutionnelles), il anime plusieurs chantiers archéologiques situés dans la région Auvergne-Rhône-Alpes. Il coordonne, depuis 2001, les fouilles de l'oppidum de Corent dans le Puy-de-Dôme, et de 2008 à 2011, les fouilles de la villa de Saint-Laurent-d'Agny dans le Rhône. Depuis 2012, il dirige les fouilles sur le site des Buissières à Panossas en Isère en collaboration avec Aldo Borlenghi.
Lauréat du Prix La Recherche 2012, attribué à l'ensemble de l'équipe de fouilles de Corent, pour la découverte sur ce site, d'un hémicycle laténien, probable lieu de réunion politique de l'élite arverne aux IIe et Ier siècles av. J.-C..
Auteur d'une centaine de publications - dont une dizaine d'ouvrages - et d'une vingtaine de rapports de fouille pour la plupart consultables en ligne.
Ses recherches font l'objet, depuis 2003, de nombreux articles dans la presse nationale et internationale.
En décembre 2013, il prend position dans une tribune du Monde des Sciences en faveur d'un maintien des lois en vigueur et de la diversité des acteurs de l'archéologie préventive.
Fondateur et vice-président du Laboratoire universitaire d'enseignement et de recherche en archéologie nationale (LUERN), qui supporte notamment l'organisation logistique, financière et administrative des fouilles de Corent.
En 2019, Il publie un premier roman intitulé Gaule-Orient-Express - Péplum spaghetti, premier d'une trilogie de romans historiques ayant pour cadre la Gaule romaine à l'époque de l'empereur Auguste.

## Principaux ouvrages
- (dir., avec François Bérard), Lugdunum et ses campagnes. Actualité de la recherche. Archéologie et Histoire Romaine 38, Editions Mergoil, Montagnac 2018.
- (dir., avec M. Demierre), Le sanctuaire de Corent (Puy- de-Dôme, Auvergne). Vestiges et rituels, Gallia, suppl. 62, Paris, 2016.
- (direction d'ouvrage collectif, avec S. Mauné et N. Monteix), Cuisines et boulangeries en Gaule romaine, Gallia 70/1, 2013.
- Corent. Voyage au cœur d'une ville gauloise. Errance, Paris 2011. Nouvelle édition revue et augmentée (avec chapitre consacré au théâtre découvert en 2011), 2012.
- (direction d'ouvrage collectif, avec F. Malrain), Qui sont les Gaulois ?. La Martinière/Universcience, Paris 2011.
- (direction d'ouvrage collectif, avec J.-P. Brun et M.-L. Hervé-Monteil), Le vin et la vigne dans les Trois Gaules, Gallia 68/1, 2011, 292 p.
- (direction d'ouvrage collectif) Sur les traces de César : militaria césariens en contexte gaulois. (direction de monographie). Actes de la table-ronde de Glux-en-Glenne (octobre 2002), Collection Bibracte 14, 2008, 463 p.
- Religion et société à l'âge du Fer: systèmes (en) clos et logiques rituelles, dans : C. Haselgrove(dir), Les mutations de la fin de l'âge du Fer, Glux-en-Glenne, Bibracte , Centre archéologique européen,2006.p.181-200.
- L’Âge du vin. Rites de boisson, festins et libations en Gaule indépendante. Protohistoire Européenne 8, Éditions Monique Mergoil, 2004, Préface de André Tchernia, 637 p., 290 fig.
- (direction d'ouvrage collectif, avec J.-P. Brun et A. Tchernia), Le vin. Nectar des Dieux, Génie des Hommes. Collectif. Pôle Archéologie du Rhône, éditions Infolio, Lyon 2004.
- (direction d'ouvrage collectif, avec H. Savay-Guerraz) Lyon avant Lugdunum. Pôle Archéologie du Rhône, éditirons Infolio, Lyon 2003.
- Puits funéraire d’époque gauloise à Paris (Sénat). Une tombe d’auxiliaire républicain dans le sous-sol de Lutèce. Protohistoire Européenne 4, éditions Monique Mergoil, préface de Christian Goudineau, Montagnac 1999.

Roman :
- Gaule-Orient-Express. Péplum spaghetti. Roman historique. Actes Sud, Arles, Paris 2019, [présentation en ligne].

## Conférences et interviews en ligne
- « Fin de la Protohistoire ou débuts de la Romanisation ? », Collège de France, 29 octobre 2009
- « Le théâtre gaulois de Corent », Universcience TV, 2 novembre 2011
- « Le quotidien au temps des Gaulois », Cité des Sciences de La Villette, Paris, 7 février 2012
- « Les Gallo-Romains », France Culture, 12 mai 2019